# Zankyō no Terror
Zankyō no Terror (残響のテロル, Zankyō no Teroru, lit. "Terror em Ressonância"), por vezes conhecido como Terror in Tokyo no Japão e nos países anglófonos como Terror in Resonance, é uma série de anime produzida pelo estúdio MAPPA. O anime foi dirigido por Shinichiro Watanabe, com os desenhos feitos por Kazuto Nakazawa e a música produzida por Yoko Kanno. No Japão a série estreou na Fuji TV no bloco NoitaminA em 10 de julho de 2014 e terminou em 25 de setembro do mesmo ano, com o total de 11 episódios. Nos Estados Unidos, a Funimation adquiriu os direitos para transmitir a série em streaming, enquanto a Anime Limited adquiriu a série para o Reino Unido e a Madman Entertainment adquiriu para a Austrália. A Funimation também mostrou o anime na convenção de anime Anime Expo em 5 de julho de 2014. No Brasil, a série foi disponibilizada pela Netflix via streaming em 1 de abril de 2015.

## Enredo
| “ | Pull the trigger on this world. | ” |

| “                  | Puxe o gatilho neste mundo. | ” |
| — Tagline do anime |                             |   |

Em uma iteração alternativa do presente, Tóquio foi atingida por um ataque terrorista que devastou a cidade toda. A única evidência de culpados é um vídeo enigmático na Internet, que acaba causando uma paranoia em todo o Japão. Sem as autoridades saberem, os terroristas conhecidos como "Sphinx" (スピンクス, Supinkusu) são dois adolescentes que se passam pelos números Nove e Doze. Embora, prefiram viver anonimamente, eles decidem "acordar o mundo" com seus planos hediondos de destruição.

## Episódios
| #  | Título             | Exibição original      |
| -- | ------------------ | ---------------------- |
| 1  | "Falling"          | 10 de julho de 2014    |
|    |                    |                        |
| 2  | "Call & Response"  | 17 de julho de 2014    |
|    |                    |                        |
| 3  | "Search & Destroy" | 24 de julho de 2014    |
|    |                    |                        |
| 4  | "Break Through"    | 31 de julho de 2014    |
|    |                    |                        |
| 5  | "Hide & Seek"      | 7 de agosto de 2014    |
|    |                    |                        |
| 6  | "Ready or Not"     | 14 de agosto de 2014   |
|    |                    |                        |
| 7  | "Deuce"            | 21 de agosto de 2014   |
|    |                    |                        |
| 8  | "My Fair Lady"     | 4 de setembro de 2014  |
|    |                    |                        |
| 9  | "Highs & Lows"     | 11 de setembro de 2014 |
|    |                    |                        |
| 10 | "Helter Skelter"   | 18 de setembro 2014    |
|    |                    |                        |
| 11 | "VON"              | 25 de setembro de 2014 |
|    |                    |                        |

## Trilha sonora
A banda sonora do anime foi composta por Yoko Kanno. O tema de abertura foi "Trigger", composto por Yoko Kanno e interpretado pela vocalista Yuuki Ozaki da banda Galileo Galilei e o tema de encerramento "Dare ka, Umi o." (誰か、海を。, "Alguém, o Oceano."), também composto por Yoko foi interpretado por Aimer. "Terror in Resonance Original Soundtrack 2 -crystalized-" foi lançado em 22 de outubro. Os projectos dos trabalhos artísticos foram realizados por Ingibjörg Birgisdóttir.

### Terror in Resonance Original Soundtrack

#### Lista de faixas
| Lado um        |                |                                    |                |         |  |
| N.º            | Título         | Letras                             | Música         | Duração |  |
| 1.             | "lolol"        |                                    |                | 1:39    |  |
| 2.             | "von"          | Bragi Valdimar Skúlason            | Arnór Dan      | 6:14    |  |
| 3.             | "ess"          |                                    |                | 3:36    |  |
| 4.             | "saga"         |                                    |                | 4:54    |  |
| 5.             | "fugl"         |                                    |                | 2:28    |  |
| 6.             | "hanna"        | Yoko Kanno                         | Hanna Berglind | 4:30    |  |
| 7.             | "veat"         |                                    |                | 3:46    |  |
| 8.             | "hanna"        | Yoko Kanno                         | POP ETC        | 4:51    |  |
| 9.             | "walt"         |                                    |                | 3:14    |  |
| 10.            | "birden"       |                                    | Arnór Dan      | 4:45    |  |
| 11.            | "Fa"           |                                    |                | 5:38    |  |
| 12.            | "nc17"         |                                    |                | 4:43    |  |
| 13.            | "ís"           | Christopher Chu & Keisuke Tominaga | POP ETC        | 2:41    |  |
| 14.            | "22"           | Christopher Chu & Keisuke Tominaga | Ryo Nagano     | 2:44    |  |
| 15.            | "seele"        |                                    |                | 2:03    |  |
| 16.            | "lev low"      |                                    |                | 2:34    |  |
| 17.            | "ili lolol"    |                                    |                | 5:41    |  |
| 18.            | "bless"        |                                    | Arnór Dan      | 4:54    |  |
| Duração total: | Duração total: | Duração total:                     | Duração total: | 69:12   |  |

### Terror in Resonance Original Soundtrack 2 -crystalized-

#### Lista de faixas
| Lado um        |                                     |                                       |                                       |         |  |
| N.º            | Título                              | Letras                                | Música                                | Duração |  |
| 1.             | "Trigger"                           | Yuuki Ozaki (da banda Galileo Galilei | Yuuki Ozaki (da banda Galileo Galilei | 5:05    |  |
| 2.             | "kvak"                              |                                       |                                       | 3:00    |  |
| 3.             | "crystalized"                       |                                       |                                       | 2:5     |  |
| 4.             | "cket"                              |                                       |                                       | 1:39    |  |
| 5.             | "ioloi"                             |                                       |                                       | 2:52    |  |
| 6.             | "wilhelm"                           |                                       |                                       | 4:45    |  |
| 7.             | "ドブと小舟と僕らの神話(Full Ver.)" | Yuuki Ozaki (da banda Galileo Galilei | Yuuki Ozaki (da banda Galileo Galilei | 4:44    |  |
| 8.             | "velle"                             |                                       |                                       | 4:25    |  |
| 9.             | "orfn"                              |                                       |                                       | 1:34    |  |
| 10.            | "juno"                              |                                       |                                       | 2:03    |  |
| 11.            | "wolke"                             |                                       |                                       | 3:15    |  |
| 12.            | "alois"                             |                                       |                                       | 3:13    |  |
| 13.            | "future terror"                     |                                       |                                       | 3:42    |  |
| 14.            | "vad"                               |                                       |                                       | 3:40    |  |
| 15.            | "pcp"                               |                                       |                                       | 3:14    |  |
| 16.            | "vial"                              |                                       |                                       | 2:05    |  |
| 17.            | "elan"                              |                                       |                                       | 2:46    |  |
| 18.            | "誰か、海を。"                      | Ichiko Aoba                           | Aimer                                 | 4:54    |  |
| Duração total: | Duração total:                      | Duração total:                        | Duração total:                        | 59:53   |  |